# Tempo-30-Zone

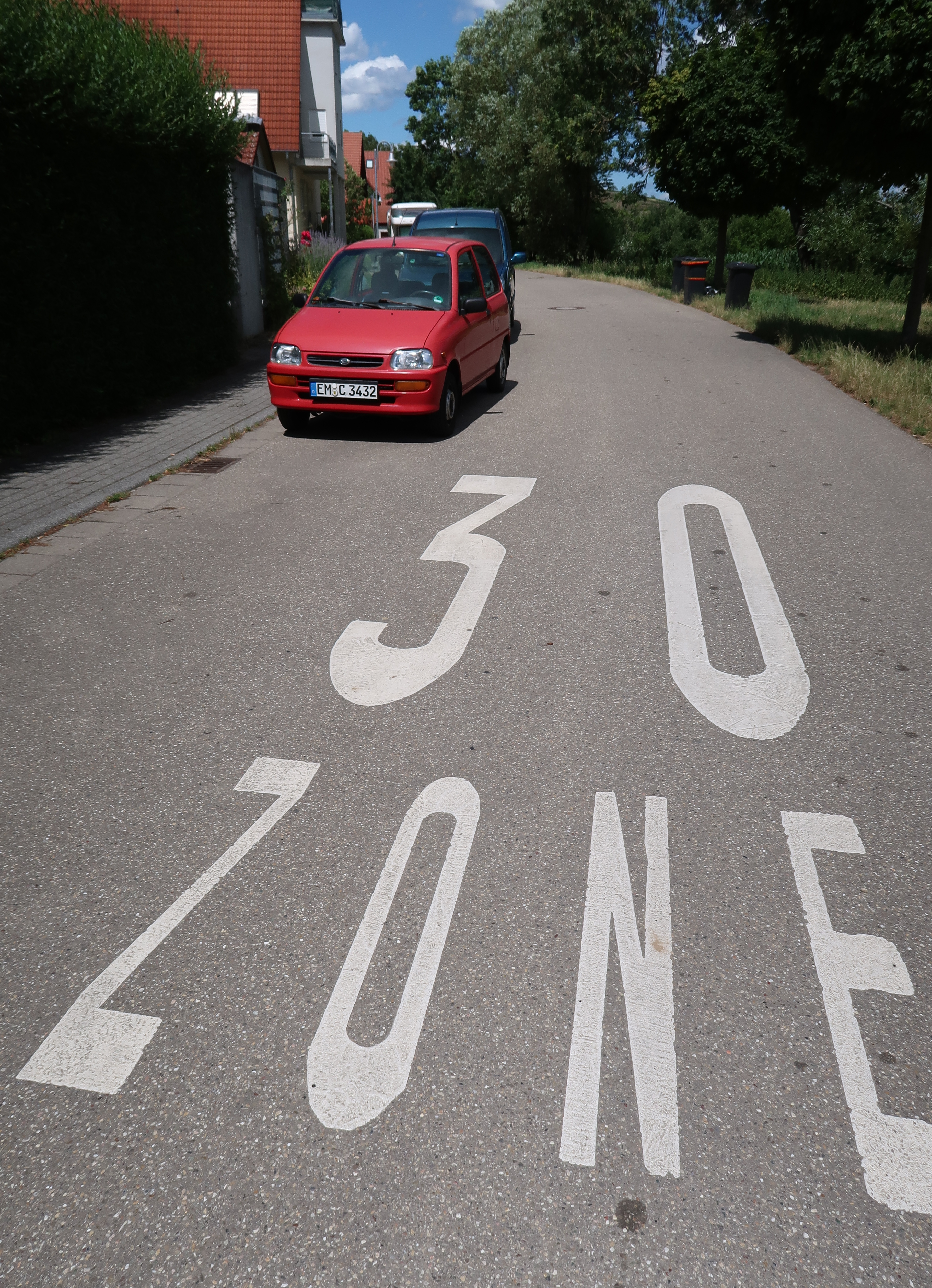
Fahrbahnmarkierung in einer Tempo-30-Zone in Deutschland

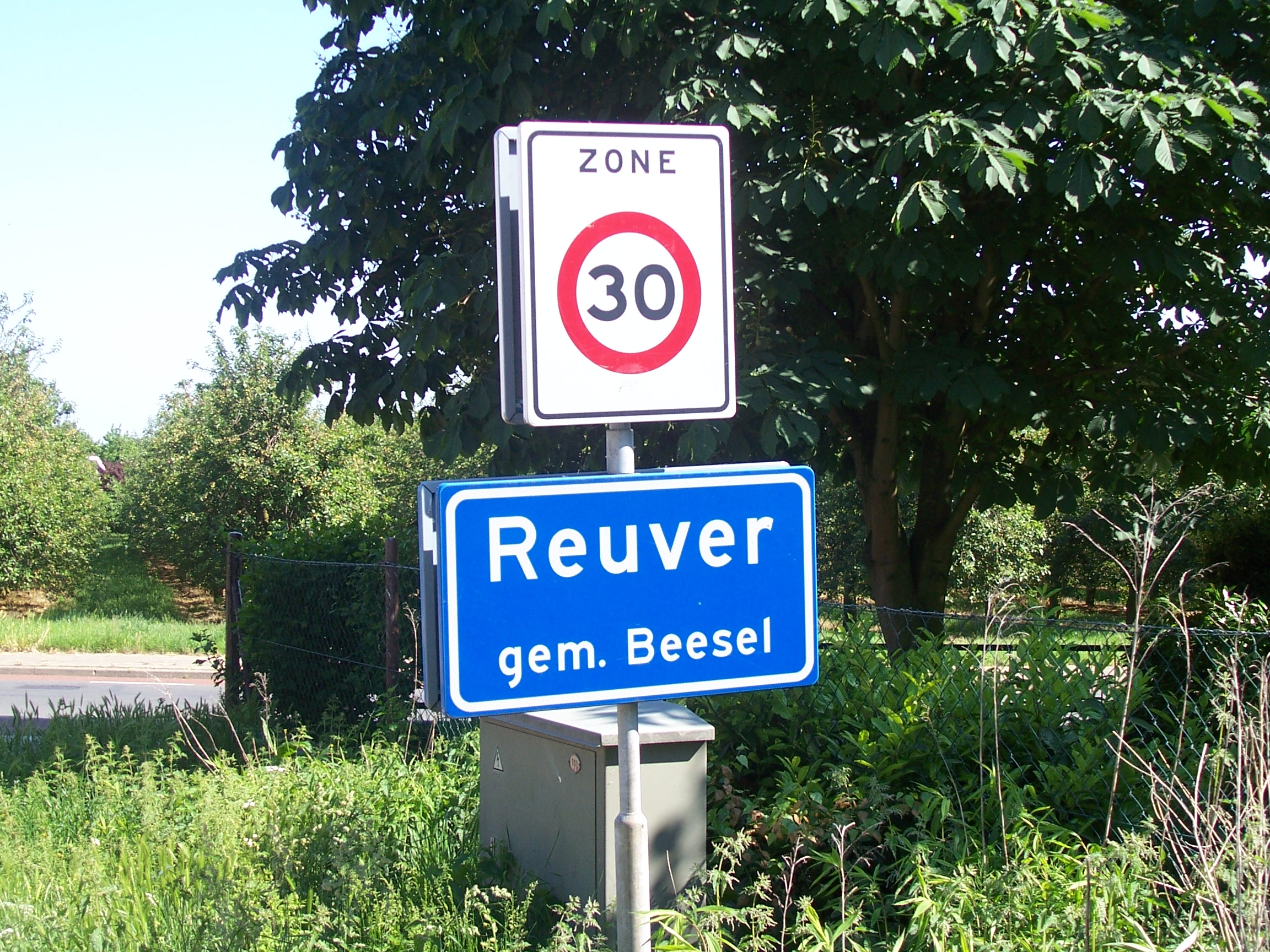
Zone-30-Beschilderung in den Niederlanden

Eine Tempo-30-Zone ist ein Bereich des öffentlichen Straßenverkehrs, innerhalb dessen sich alle Fahrzeuge höchstens mit einer Geschwindigkeit von 30 km/h fortbewegen dürfen. Zonen dieser Art dienen der Verkehrsberuhigung. Besonders häufig sind sie in Wohngebieten zu finden. Im Zuge von Vision Zero und der nachgewiesenen deutlich geringeren Wahrscheinlichkeit, bei einer Kollision mit einem Kfz bei Tempo 30  zu Tode zu kommen als bei Tempo 50, kommt zunehmend die Diskussion auf, Tempo 30 innerorts zum Standard zu machen. So hat die Regierung Pedro Sánchez in Spanien 2021 gesetzlich Tempo 30 als Höchstgeschwindigkeit für alle innerörtlichen Straßen mit weniger als zwei Richtungsfahrbahnen festgelegt.

## Geschichte – länderweise

### Deutschland
Mitte der 1970er gab es eine breite Forderung von Bürgerinitiativen nach Tempo 30 in den Wohngebieten. Grund war unter anderem die hohe Zahl von tödlich verunglückten Kindern. Bei tausend tödlich Unfällen mit Fußgängern kamen 423 Kinder unter zehn Jahren ums Leben. Ein prominenter Befürworter in der Diskussion war der Journalist Alfred Zerban, der häufig in seiner beliebten Sendung „Freie Fahrt ins Wochenend“ beim WDR für die Herabsetzung der örtlichen Geschwindigkeitsbegrenzung von 50 auf 30 km/h plädierte.
Im Bochum wurde von der Stadtverwaltung am 13. Februar 1976 in dem gesamten Siedlungsgebiet des dichtbebauten Neubaugebiet Rosenberg, wie von der Bürgerinitiative „Rosenberg-Verein e. V.“ gefordert, eine Geschwindigkeitsbegrenzung auf 30 km/h angeordnet. Voran gegangen waren im Jahr davor fünf schwere Verkehrsunfälle denen Kinder im Alter von sechs bis acht Jahren aufgrund zu schnell fahrenden Autos zu Opfer fielen. Im Herbst beteiligten sich weitere Städte und Gemeinden im Ruhrgebiet an einen Großversuch zur Verkehrsberuhigung, darunter Essen, Mülheim, Hattingen, Heiligenhaus und Herdecke. Der vorläufige Höhepunkt zur Erhöhung der Verkehrsicherheit war der Erlass des Ministers für Wirtschaft, Mittelstand und Verkehr vom 26. November 1976 über den Großversuch „Verkehrssicherheit in Wohngebieten“.
Vor Buxtehude wurde in Hamburg in der Lindenallee im Rahmen eines Stadterneuerungsprogramm im Jahre 1979 ein Versuchsaufbau einer verkehrsberuhigten Zone mit Tempo 30 km/h eingerichtet. Dieser Versuch wurde unter der Leitung von Jobst Weber nach einem niederländischen Vorbild unter Mitwirkung der Anwohner durchgeführt. Danach wurde die Lindenallee im Jahre 1980 umgebaut, die Trennung von Gehweg und Fahrbahn wurde aufgehoben, es wurden Parkzonen eingerichtet und die Straße durch begrünte Verschwenkungen langsamer gemacht. Anschließend wurden fast alle Straße des Stadterneuerungsgebietes zu „30-km-Zonen“ erklärt.
Die Innenstadt von Buxtehude wurde am 14. November 1983 im Rahmen eines Modellversuchs in sechs Städten in Deutschland zur Tempo-30-Zone erklärt. In den 1980er Jahren führten zahlreiche deutsche Städte in ihren Wohngebieten Tempo-30-Zonen ein. Beispielsweise richtete die Stadt München ihre erste Tempo-30-Zone (Siedlung am Lerchenauer See) am 19. Januar 1988 ein.
In Köln waren seit Ende der 1980er Jahre bereits 354 Tempo-30-Zonen eingerichtet.
Am 4. Dezember 2020 teilte die Stadt Freiburg im Breisgau mit, einen Modellversuch für Tempo 30 als Regelgeschwindigkeit innerorts durchführen zu wollen. Mit dem Modellversuch möchte die Stadt erproben, wie eine allgemeine Tempo-30-Zone innerorts funktionieren würde und welche Einflüsse damit einhergingen.
Im Juli 2021 wurde die Initiative «Lebenswerte Städte durch angemessene Geschwindigkeiten – eine neue kommunale Initiative für stadtverträglicheren Verkehr» von den sieben Städten Aachen, Augsburg, Freiburg im Breisgau, Hannover, Leipzig, Münster und Ulm ins Leben gerufen. Organisiert wurde das Ganze von der Agora Verkehrswende mit Beteiligung des Deutschen Städtetages. Bis Mitte März 2022 waren der Initiative bereits 100 Kommunen beigetreten, Stand Mitte November 2023 waren es 993. Sie alle fordern mehr Tempo 30 im Sinne einer Mobilitätswende. Um zusätzliche Belastungen für Nebenstraßen auszuschließen, empfehlen die Kommunen ergänzende Maßnahmen wie die Einführung von Superblocks. Eine entsprechende Gesetzesinitiative führte im Juni 2024 zu einer Änderung des Straßenverkehrsgesetzes. Neben der Verkehrssicherheit und dem Verkehrsfluss gelten seitdem auch Klimaschutz, Gesundheit und städtebauliche Entwicklung als Grundlagen für Verkehrsplanungs-Initiativen der Stadtparlamente.
Deutschlands erste Fahrradprofessorin Jana Kühl plädiert für die Einführung von Tempo 30 in allen „verdichteten Innenstadtgebieten“.
Im Oktober 2021 wurde Tempo 30 in Pettstadt flächendeckend eingeführt.

Vorteil einer Tempo-30-Zone für Fußgänger

Das Leibniz-Institut für Länderkunde veröffentlichte 2023 eine Untersuchung, wie groß der Anteil der Straßenabschnitte mit maximal Tempo 30 am Gesamtstraßennetz in deutschen Städten mit über 100.000 Einwohnern ist. Der Anteil variierte 2022 von 18 Prozent in Salzgitter bis hin zu 60 Prozent in Berlin. Auch unter den zehn einwohnerstärksten deutschen Städten unterschieden sich die Anteile der Straßen am Gesamtnetz, auf denen niedrigere Tempolimits galten, deutlich: Berlin, Essen, München und Stuttgart erlauben auf mehr als 50 Prozent der Straßen in ihrem Stadtgebiet maximal Tempo 30. In Köln und Leipzig lag der Anteil bei unter 40 Prozent.
| Stadt (Auswahl)   | Anteil am Gesamtstraßennetz (%) |
| ----------------- | ------------------------------- |
| Berlin            | 60,2                            |
| Essen             | 56,6                            |
| München           | 56,5                            |
| Stuttgart         | 51,9                            |
| Hamburg           | 45,2                            |
| Dortmund          | 44,5                            |
| Frankfurt am Main | 43,2                            |
| Düsseldorf        | 42,1                            |
| Köln              | 39,7                            |
| Leipzig           | 39,5                            |

### Österreich
Die erste Tempo-30-Zone in Innsbruck wurde 1989 errichtet. Die Stadt Graz legte ab 1. September 1992 die Höchstgeschwindigkeit auf allen Straßen mit Ausnahme der Hauptverkehrsstraßen auf maximal 30 km/h fest; das Kriterium ist „ausgenommen Vorrangstraßen“, einige Straßen wurden neu zu Vorrangstraßen erklärt, etwa um öffentlichen Linienbussen (weiterhin) 50 km/h Tempo zu ermöglichen. Der 7. Wiener Gemeindebezirk Neubau setzt als erster Wiener Bezirk flächendeckend auf Tempo 30. Im 6. Bezirk Mariahilf gibt es nur noch in der Linken Wienzeile Tempo 50. In Wien begann man in den späten 1980er-Jahren mit der Errichtung von Tempo-30-Zonen.
Laut dem Kuratorium für Verkehrssicherheit (KFV) fahren in Österreich mehr als 70 Prozent aller Pkw-Lenker in Tempo-30-Zonen zu schnell, ohne dass jedoch nach Ausmaß der Überschreitung klassifiziert würde. Künftig soll die Einführung von Tempo-30-Zonen auf Wunsch von Verkehrsministerin Gewessler unkomplizierter werden. Eine Regelumkehr mit 30 km/h als generellem Tempolimit im Ortsgebiet stehe zur Diskussion.

### Schweiz
In der Schweiz wurden Tempo-30-Zonen 1989 gesetzlich geregelt und anschliessend 1990 erstmals in Winterthur eingerichtet. 1991 folgte Zürich, 1993 Luzern und 1994 St. Gallen (Aufzählung möglicherweise lückenhaft und unvollständig). Im Jahr 2000 hat das Bundesamt für Umwelt, Wald und Landschaft einen Leitfaden in Zusammenarbeit mit dem Verkehrs-Club der Schweiz (VCS), mit der Unterstützung der Beratungsstelle für Unfallverhütung (BAFU), des Cercl’Air (Schweizerische Gesellschaft der Lufthygieniker), des Gemeindeverbandes, des Städteverbandes und der Vereinigung Schweizerischer Strassenfachleute (VSS) herausgegeben. Bei der Volksabstimmung vom 4. März 2001 wurde eine vollständige und flächendeckende Einführung von Tempo 30 innerorts mit rund 80 Prozent Nein-Stimmen vom Volk und von allen Ständen abgelehnt. Per 1. Januar 2002 wurde die revidierte Signalisationsverordnung in Kraft gesetzt.
Ab 2005 wurde in Köniz im Rahmen eines Pilotprojekts auf der Schwarzenburgstrasse, einer vielbefahrenen Hauptstrasse mit einer durchschnittlichen täglichen Verkehrsstärke von 17'000 Fahrzeugen, ein Tempo-30-Regime getestet. Nach dem erfolgreichen Pilotprojekt wurde das Regime im gleichen Jahr definitiv eingeführt. Die Anpassungen erfolgten im Rahmen einer Sanierung nach dem Berner Modell. 2013 wurde in Bassersdorf flächendeckend auf allen Quartierstrassen Tempo 30 eingeführt. Die Stimmberechtigten von Oberglatt im Kanton Zürich haben sich an der Gemeindeversammlung vom 10. September 2020 für eine flächendeckende Einführung von Tempo-30-Zonen auf sämtlichen Quartierstrassen entschlossen. 2022 wurde Ennetbaden auf sämtlichen Gemeindestrassen Tempo-30-Zonen eingeführt. Basel hat mit Stand März 2018 bereits 56 Prozent des innerstädtischen Strassennetzes auf Tempo-30-Zonen umgestellt. Auch in Bern, Luzern und Zürich gilt, mit Stand Juli 2021, bereits auf mehr als 50 Prozent der Strassen Tempo 30. Früher waren in der Schweiz Tempo-40-Zonen bekannt.
In Münsingen hat 2010 das Bundesgericht entschieden, dass Tempo-30-Zonen grundsätzlich auch auf Hauptstrassen zulässig sind. Tempo 30 wird vermehrt auch auf Teilen von Kantonsstrassen eingeführt. Mancherorts sind die entsprechenden Gesuche der Gemeinden noch hängig. Zum Beispiel wurden auf den Kantonsstrassen im Kanton Aargau bisher (Stand: August 2022) zwei Tempo-30-Zonen realisiert. Einsprachen führen oft zu Verzögerungen von mehreren Jahren, im Fall Belp z. B. waren es über zehn Jahre, ebenso im Berner Brunnadern-Quartier. Die vermehrte Einführung von Tempo 30 auf Hauptstrassen führte zu Widerstand. So hat etwa Nationalrat Gregor Rutz (SVP) versucht, mit einer parlamentarischen Initiative eine Änderung des Strassenverkehrsgesetzes zu erwirken, welche den Lärmschutz als Grund für neue Tempo-30-Zonen ausschliessen wollte. Sein Vorstoss wurde vom Nationalrat angenommen. Jedoch hat die Verkehrskommission des Ständerates Rutz’ Vorstoss mit 9 zu 2 Stimmen bei 2 Enthaltungen abgewiesen. Gegen die Initiative hat z. B. der Städteverband lobbyiert. Am Ende wurde die Initiative Mitte Juni 2019 vom Ständerat mit 20 zu 16 Stimmen bei einer Enthaltung abgelehnt. Somit ist die Rutz-Initiative gescheitert. Der Touring Club Schweiz (TCS), der Informationsdienst für den öffentlichen Verkehr (Litra), der Schweizerische Gewerbeverband (SGV) und der Schweizerische Feuerwehrverband (SFV) wollen gemeinsam Tempo 30 auf verkehrsorientierten Strassen verhindern. Hingegen sieht die Lärmliga Schweiz ein effektives Mittel in Tempo 30 zur Verminderung der Lärmbelastung. Die regionalen Sektionen des TCS setzen sich regelmässig gegen Tempo-30-Zonen ein. Gleiches gilt für den Automobil Club der Schweiz (ACS), welcher z. B. im Kanton Basel-Landschaft 2023 im Landrat erwirkte, dass die Gemeinderäte des Kantons nicht mehr beim Kanton Gesuche für Temporeduktionen stellen können, bevor sie nicht zuerst der jeweilige Einwohnerrat oder die jeweilige Gemeindeversammlung dazu befragt haben. Die im Jahr 2023 von der Schweizerischen Volkspartei (SVP) lancierte Initiative gegen Tempo 30 auf Kantonsstrassen im Kanton Luzern, wird neben dem TCS und ACS auch vom Schweizerischen Nutzfahrzeugverband unterstützt. Unter anderem in Adligenswil sprachen sich Exponenten der SVP und FDP gegen die Einführung von Tempo 30 aus. Auch in Bern stellt sich die bürgerliche Verkehrslobby gegen Tempo 30 und zieht dabei bis vor Bundesgericht. Das BAFU fordert hingegen, dass die rechtlichen Hürden für eine Einführung von Tempo 30 reduziert werden. Auch der VCS spricht sich für mehr Tempo 30 aus.
Seit dem Jahr 2021 dürfen innerhalb von Tempo-30-Zonen vortrittsberechtigte Fahrradstrassen eingerichtet werden. Der Bundesrat hat an seiner Sitzung vom 10. November 2021 eine Vernehmlassung eröffnet, wonach für die Anordnung von Tempo-30-Zonen auf siedlungsorientierten Strassen künftig auf das Gutachten verzichtet werden kann, Fahrgemeinschaften sollen gefördert werden. Infolge hat der Bundesrat am 24. August 2022 beschlossen, dass die Behörden Tempo-30-Zonen auf nicht verkehrsorientierten Strassen ab 1. Januar 2023 ohne Gutachten anordnen können. Im Mai 2023 wurde bekannt, dass sich nun auch der Verband öffentlicher Verkehr für mehr Tempo 30 in den Städten ausspricht, auch auf Hauptstrassen. Per 2. Oktober 2023 hat die Stadt Freiburg eine Tempolimite von 30 km/h auf 60 Prozent des Strassennetzes der Gemeinde ausgeweitet, zu einem großen Teil realisiert durch Tempo-30-Zonen.

### Finnland
In Helsinki wurde 1992 das Tempo weitgehend auf 40 und 2018 weiter auf 30 km/h reduziert.

### Frankreich
Am 8. Juli 2019 wurde in Bègles eine flächendeckende Tempo-30-Zone eingerichtet. Am 30. August 2021 wurde in Paris unter Bürgermeisterin Anne Hidalgo großflächig Tempo 30 eingeführt.
In Frankreich haben – Stand 2021 – rund 200 Städte ein generelles Tempolimit von 30 km/h eingeführt. In diesen Städten ist die Zahl der Verkehrstoten um 70 Prozent zurückgegangen, was direkt auf die reduzierte Höchstgeschwindigkeit zurückgeführt wird.

### Italien
Am 1. Juli 2023 wurde in Bologna unter Bürgermeister Matteo Lepore großflächig Tempo 30 eingeführt.

### Spanien
In Spanien wurde im Mai 2021 in Städten grundsätzlich Tempo 30 eingeführt, zumindest auf 80 % der Straßen. Das Land will damit in erster Linie die Unfallzahlen senken. Die Höchstgeschwindigkeit ist abhängig von der Anzahl der Fahrspuren:
- Auf Straßen mit einer einzigen Fahrspur für beide Fahrtrichtungen (Straßen ohne Fahrbahnmarkierung in der Mitte) und seitlichen Gehsteigen auf einer Ebene ohne Höhenunterschied gilt ein Tempolimit von 20 km/h
- Auf Straßen mit jeweils einer Fahrbahn für jede Fahrtrichtung gelten maximal 30 km/h[83]
- Auf Straßen mit zwei oder mehr Fahrspuren in jeder Fahrtrichtung beträgt das Tempolimit weiterhin 50 km/h

## Zweck
Eine Tempo-30-Zone kann aus folgenden Gründen eingerichtet werden:
- Erhöhung der Verkehrssicherheit (insbesondere Schulwegsicherheit)
- Verbesserung der Wohn- und Aufenthaltsqualität (z. B. durch weniger Straßenverkehrslärm und Luftverschmutzung)

Eine systematische Übersichtsarbeit (Review) bestehender Tempo-30-Zonen im öffentlichen Raum legt nahe, das deren flächendeckende Einrichtung neben der Reduzierung von Unfallzahlen auch mit einer Verbesserung der lokalen Gesundheitsbedingungen einhergeht.
| Verkehrsunfälle      | Verkehrstote          | Verletzte             | Schadstoffbelastung (CO2, NOx, PM) | Verkehrslärm            | Stau               |
| -------------------- | --------------------- | --------------------- | ---------------------------------- | ----------------------- | ------------------ |
| -23 % (-9 bis -46 %) | -37 % (-23 bis -63 %) | -38 % (-20 bis -72 %) | -18 % (-8 bis -28 %)               | -2,5 dB (-1,7 bis 3 dB) | -2 % (-9 bis +5 %) |

## Beschilderung
Die Verkehrsregeln für Tempo-30-Zonen und deren Beschilderung werden in den Straßenverkehrsgesetzen der jeweiligen Länder geregelt und sind weitgehend ähnlich angelegt.
In Deutschland, Österreich, der Schweiz und zahlreichen anderen Ländern wird am Beginn und am Ende einer Tempo-30-Zone jeweils ein entsprechendes Schild aufgestellt.

Beginn einer Tempo-30-Zone in Deutschland
Beginn einer Tempo-30-Zone in Österreich
Beginn einer Tempo-30-Zone in der Schweiz und in Liechtenstein
Ende einer Tempo-30-Zone in Deutschland
Ende einer Tempo-30-Zone in Österreich
Ende einer Tempo-30-Zone in der Schweiz und in Liechtenstein

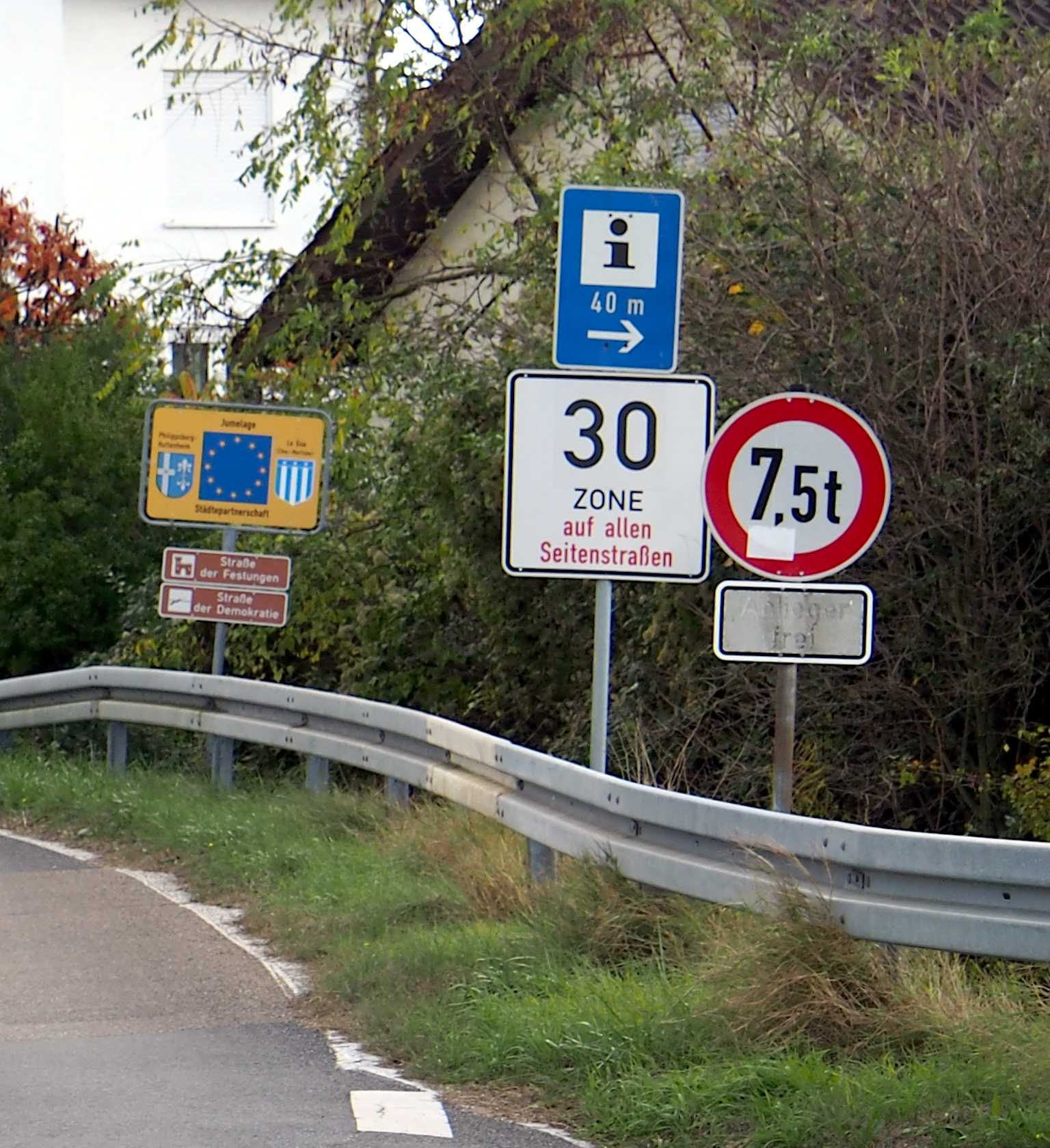
Hier wird nur an den Ortseingängen
Zone 30 auf allen Seitenstraßen
festgelegt.

Die Ankündigung einer Tempo-30-Zone kann zusätzlich zur Beschilderung durch eine auf die Fahrbahn aufgebrachte Flächenmarkierung erfolgen. Diese ist Rot mit weißem Rahmen und einer weiß umrahmten 30 in der Mitte, manchmal aber auch nur die Ziffer 30 in weißer Farbe, wobei aber die Fahrbahnmarkierung ohne das entsprechende Schild alleine keine Bedeutung hat.

## Rechtliche Situation in Deutschland
In Deutschland werden Tempo-30-Zonen auf Basis des § 45 Abs. 1c der StVO eingerichtet. Der Beginn der (nur innerorts zulässigen) Tempo-30-Zone wird mit Zeichen 274.1, das Ende mit Zeichen 274.2 gekennzeichnet. Die Vorfahrt ist innerhalb einer Tempo-30-Zone grundsätzlich durch die Regel „rechts vor links“ (§ 8 StVO) festgelegt, für ältere lichtzeichengeregelte Einmündungen besteht jedoch Bestandsschutz. Nach der VwV-StVO kann abweichend von der Grundregel auch Zeichen 301 (Vorfahrt an der nächsten Kreuzung oder Einmündung) angeordnet werden, wenn „die Verkehrssicherheit es wegen der Gestaltung der Kreuzung oder Einmündung oder die Belange des Buslinienverkehrs es erfordern“.
In Tempo-30-Zonen dürfen zudem keine benutzungspflichtigen Radwege ausgewiesen werden. Sie dürfen nur Straßen ohne Fahrstreifenbegrenzungen (Zeichen 295) und Leitlinien (Zeichen 340) umfassen, weshalb auch die Anlage von Schutzstreifen unzulässig ist. Seit dem 1. Februar 2001 müssen in Deutschland Tempo-30-Zonen nicht mehr durch Hindernisse auf der Fahrbahn angekündigt werden. Mit der neu eingeführten Vorschrift des § 39 Abs. 1a StVO wurde festgelegt, dass Autofahrer innerhalb geschlossener Ortschaften abseits der Vorfahrtstraßen mit der Anordnung von Tempo-30-Zonen jederzeit zu rechnen haben.
Die VwV-StVO führt aus (Rd.-Nr. 37 zu § 45): „Die Anordnung von Tempo 30-Zonen soll auf der Grundlage einer flächenhaften Verkehrsplanung der Gemeinde vorgenommen werden, in deren Rahmen zugleich das innerörtliche Vorfahrtstraßennetz (Zeichen 306) festgelegt werden soll. Dabei ist ein leistungsfähiges, auch den Bedürfnissen des öffentlichen Personennahverkehrs und des Wirtschaftsverkehrs entsprechendes Vorfahrtstraßennetz (Zeichen 306) sicherzustellen. Der öffentlichen Sicherheit und Ordnung (wie Rettungswesen, Katastrophenschutz, Feuerwehr) sowie der Verkehrssicherheit ist vorrangig Rechnung zu tragen.“ Die Definition eines Vorfahrtsstraßennetzes ist also Voraussetzung zur Einrichtung von Tempo-30-Zonen.
Nach dem schweizerischen Vorbild der Begegnungszonen mit einer Geschwindigkeitsbegrenzung von 20 km/h werden in Deutschland vermehrt Verkehrsberuhigte Geschäftsbereiche (auch Tempo-20-Zonen genannt) eingerichtet. In solchen Bereichen sind alle Verkehrsregeln bis auf die Geschwindigkeitsbegrenzung identisch mit einer Tempo-30-Zone. In ausgewiesenen verkehrsberuhigten Bereichen ist demgegenüber nur die Durchfahrt mit Schrittgeschwindigkeit (ca. 4 km/h) erlaubt.

## Sonstiges
In Zukunft könnte der Verkehr durch Geofencing automatisch auf Tempo 30 abgebremst werden.